# Кин, Сэм
Сэм Кин (англ. Sam Kean, р. в Су-Фолс) — американский писатель, журналист, публицист, автор популярно-публицистических книг, бестселлеров об истории науки и её современных достижениях. Лауреат профессиональной популяризаторской премии за интерпретацию химии 2021 года.

## Биография
Сэм Кин родился в Су-Фолс — крупнейшем городе штата Южная Дакота (США). Он изучал физику и английскую литературу в Университете Миннесоты, а затем переехал в Вашингтон (федеральный округ Колумбия), где получил степень магистра библиотечного дела в Католическом университете Америки. С середины 2000-х годов живёт и работает в столице США.
Сэм Кин писал для журналов «Нью-Йорк Таймс», «Нить мысли», «Психология сегодня» и «The New Scientist».
Однако основную мировую известность ему принесла публикация шести книг в жанре нон-фикшен, на страницах которых история науки и новейшие научные открытия обсуждаются непосредственным разговорным языком и в живом общепонятном стиле. Его книги получили, в основном, положительные отзывы и рецензии литературных критиков в Уолл-стрит джорнэл, «Library Journal» и Нью-Йорк таймс.
В 2018 году Сэм Кин стал главным редактором очередного выпуска издания «Лучшее в американской науке и природе». Начиная с середины 2010-х принимал регулярное участие в нескольких популярных публицистических шоу Национального Общественного Радио Америки, посвящённых проблемам науки и экологии, таких как «Radiolab», «Научная пятница», «Всё схвачено» и «Свежий воздух».
Научно-популярные издания Сэма Кина неоднократно становились бестселлерами по версии Нью-Йорк таймс, а также получали профессиональные награды и признание сообщества. Его четыре книги «Палец скрипача» («Синдром Паганини…»), «Исчезающая ложка», «Повесть о дуэлях нейрохирургов» и «Последний вздох Цезаря» («Расшифровка тайн окружающего нас воздуха…») были последовательно признаны лучшими книгами года о науке на Amazonе. А его первая и, пожалуй, самая известная книга «Исчезающая ложка, или Удивительные истории из жизни периодической таблицы Менделеева» в 2010 году заняла второе место в номинации «Книга года Лондонского Королевского общества». Пожалуй, самой сильной стороной Сэма Кина является непосредственность речевой интонации, лёгкий язык и способность излагать сложные теории на языке непосвящённого читателя.

Услышав выражение «таблица Менделеева», большинство читателей вспомнит большую схему, которая висит в кабинете химии. Это асимметричное собрание рядов и столбцов, которые словно выглядывают из-за плеч учителя. Обычно таблица огромная, метра два в ширину. Она одновременно и подавляет вас, и кажется величественной, подчёркивая важность химии. Вы знакомитесь с ней уже в сентябре, и она остаётся незаменимой до самого конца мая. Кстати, это единственное наглядное пособие, которым можно пользоваться на экзамене — когда в вашем распоряжении нет ни конспектов, ни учебников. Разумеется, когда-то периодическая система могла вас и раздражать, не в последнюю очередь потому, что многим она нисколечко не помогает, хоть и висит у всех на виду как гигантская и абсолютно легальная шпаргалка.— «Исчезающая ложка...» (глава 1. Прописка – это судьба)
В 2013 и 2015 годах две последующих книги Сэма Кина: «Большой палец скрипача» («Синдром Паганини…») и «Сказка о дуэлях нейрохирургов» («Как открывали тайны мозга…») были номинированы на премии PEN/E. O. Wilson и AAAS/Suburu соответственно.

## Книги Сэма Кина
- The Disappearing Spoon: And Other True Tales of Madness, Love, and the History of the World from the Periodic Table of the Elements (2010)
- The Violinist’s Thumb: and Other Lost Tales of Love, War, and Genius, as Written by Our Genetic Code (2012)
- The Tale of the Dueling Neurosurgeons: the History of the Human Brain as Revealed by True Stories of Trauma, Madness, and Recovery[англ.] (2014)
- Caesar’s Last Breath: Decoding the Secrets of the Air Around Us (2017) «Последний вздох Цезаря: расшифровка тайн окружающего нас воздуха»
- The Bastard Brigade: The True Story of the Renegade Scientists and Spies Who Sabotaged the Nazi Atomic Bomb (2019) «Бригада отщепенцев: правдивая история учёных-ренегатов и шпионов, которые саботировали нацистскую атомную бомбу».
- The Icepick Surgeon: Murder, Fraud, Sabotage, Piracy, and Other Dastardly Deeds Perpetrated in the Name of Science  (2021) Хирург с ледорубом: убийства, мошенничество, саботаж, пиратство и другие подлые поступки, совершенные «воимя науки»[англ.]

## Русские издания
- «Исчезающая ложка, или Удивительные истории из жизни периодической таблицы Менделеева». — М.: Эксмо, 2015 г. — 464 с.
- «Синдром Паганини и другие правдивые истории о гениальности, записанные в нашем генетическом коде». — М.: Эксмо, 2015 г. — 448 с.
- «Дуэль нейрохирургов. Как открывали тайны мозга, и почему смерть одного короля смогла перевернуть науку». — М.: Бомбора, 2019 г. — 448 с.
- «Отряд отморозков: Миссия "Алсос", или Кто помешал нацистам создать атомную бомбу». — М.: Альпина нон-фикшн, 2023 г. — 496 с.
- «Во имя Науки! Убийства, пытки, шпионаж и многое другое». — М.: Бомбора, 2023 г. — 464 с.